# 防空戰車

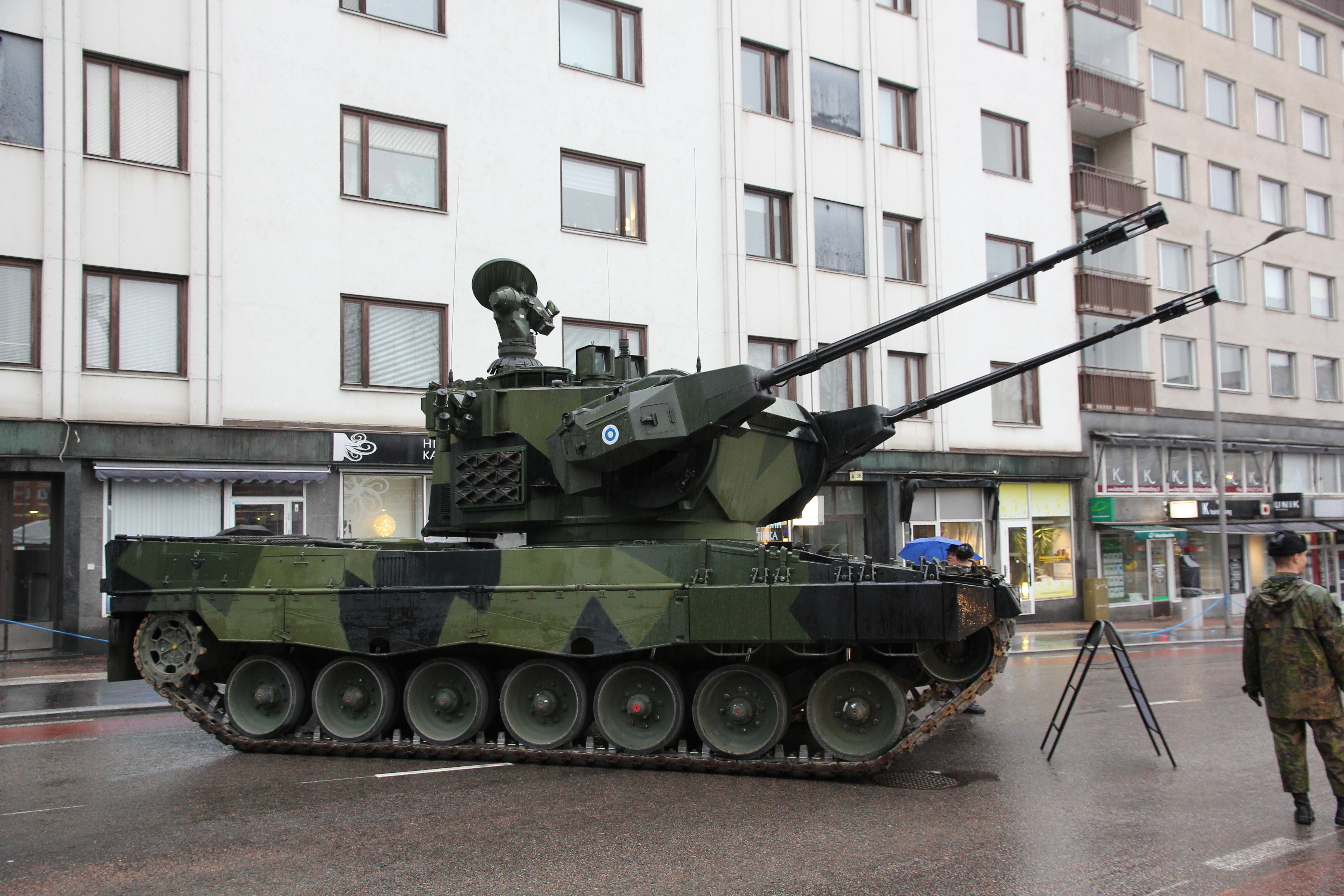
英國防空武器系統神射手防空系統

防空戰車(Flakpanzer是德語中「防空坦克」的意思)（「flak」源自Flugabwehrkanone，字面意思是「防空砲」；「panzer」源自Panzerkampfwagen，字面意思是「裝甲戰車」）。這些車輛是經過改裝的坦克車，其武器的目的是攻擊飛機，而不是地面目標。
第二次世界大戰期間，德國陸軍使用了幾輛同名的車輛。戰後，西德聯邦國防軍和東德國家人民軍都使用了其他車輛。

## 第二次世界大战
- 一號防空戰車 ，Panzer I 坦克的改装版本。
- 38式防空戰車 ，基于 Panzer 38(t) 轻型坦克
- Flakpanzer IV是基于 Panzerkampfwagen IV 中型坦克底盘的一系列车辆的总称，包括：
  - 家具車式防空坦克
  - 旋風式防空坦克
  - 東風式防空坦克
  - 球狀閃電防空坦克 ，二战末期处于原型阶段
- 五號防空戰車 ，一个到达木制模型阶段的原型。
- Flakpanzer Maresal ，提案(未生產)[1] [2]

## 戰後
- M42防空砲車 ，德国联邦国防军使用的美国车辆，命名为Flakpanzer M42
- 獵豹式自行防空炮，德国联邦国防军所使用
- ZSU-57-2自行防空炮 ，东德国家人民军使用
- ZSU-23-4石勒喀河自行高射炮 ，东德国家人民军使用